# Laika Records
Laika Records ist ein unabhängiges Tonträgerunternehmen in Bremen, das sich auf die Veröffentlichung von Musik der Genres Jazz, World Music und Folk spezialisiert hat.
1989 wurde das Plattenlabel und der gleichnamige Musikverlag vom Gitarristen Ulli Bögershausen gegründet. Er übergab 1996 beides an Peter Cronemeyer, um sich auf seine Musik konzentrieren zu können.
Im Katalog von Laika Records finden sich Produktionen von Jazzmusikern wie Deborah Henson-Conant, Richie Beirach/Gregor Hübner, Wayne Darling, Silvia Droste, Frank Wunsch, Norbert Scholly, Steffen Weber, Martin Wind, Rick Hollander, Lisa Wulff oder Christof Sänger ebenso wie Aufnahmen des dänischen Klezmer Trio, des Ensemble DRAj, des schwedischen New Tango Orchestra, des Ensemble Barbad und des Quintetts Paaz der iranischen Sängerin Maryam Akhondy.